# Rockefeller-Republikaner

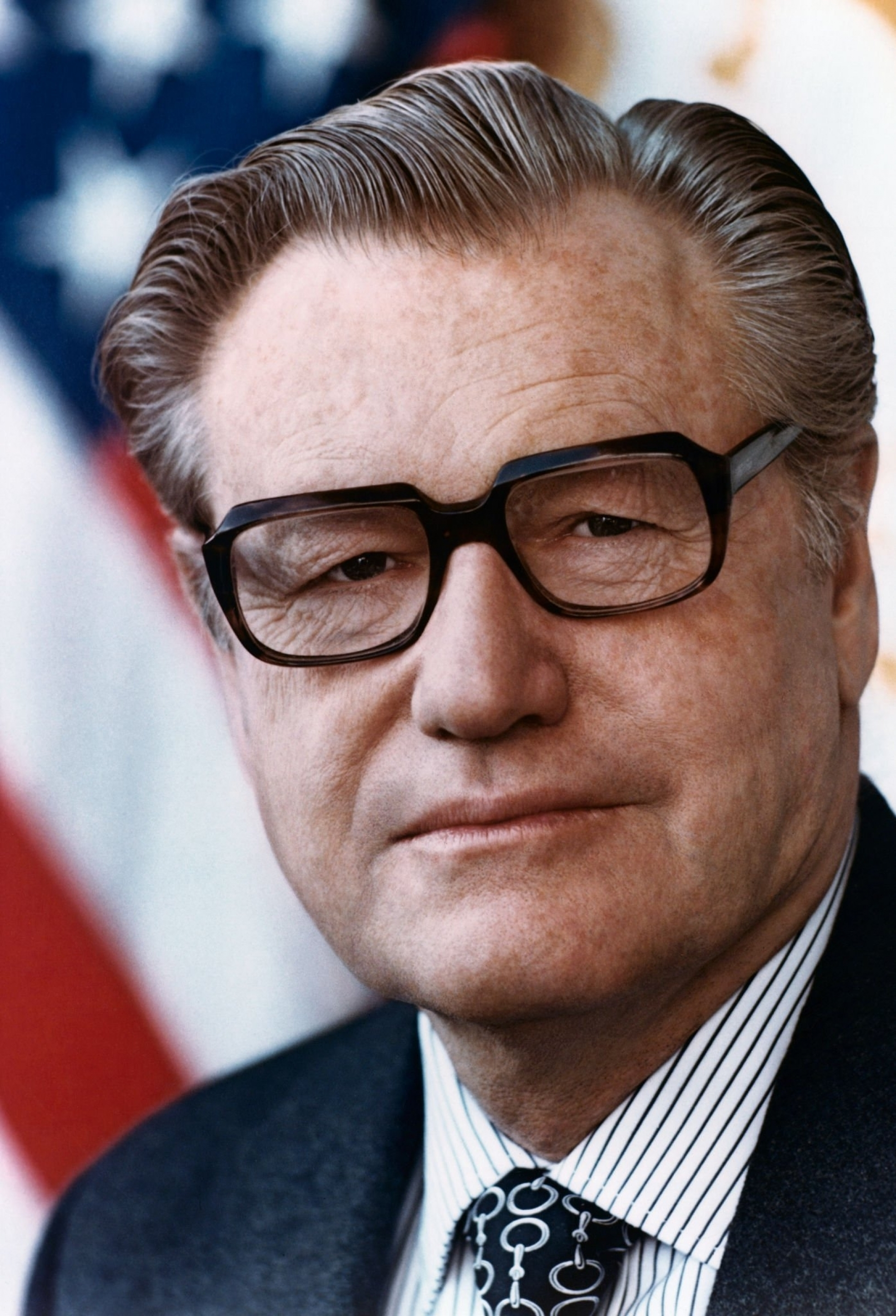
Foto von Nelson Rockefeller

Die Rockefeller-Republikaner (englisch: Rockefeller Republicans) waren in den 1930er bis 1970er Jahren Mitglieder der Republikanischen Partei, die in innenpolitischen Fragen gemäßigte und zentristische Ansichten vertraten, ähnlich denen von Nelson Rockefeller, Gouverneur von New York (1959–1973) und Vizepräsident der USA (1974–1977). In der Außenpolitik unterstützen die Rockefeller-Republikaner die Expansion amerikanischer Großkonzerne und ein robustes internationales Engagement gegen die kommunistische Bedrohung, standen jedoch als Anhänger einer realistischen Außenpolitik links von den außenpolitischen „Falken“ des Kalten Krieges wie Barry Goldwater oder Ronald Reagan. Rockefeller-Republikaner waren im Nordosten und in den Industriestaaten des Mittleren Westens (mit ihren größeren gemäßigt-konservativen Wählerschaften) am häufigsten anzutreffen, während sie im Süden und Westen seltener waren.

## Geschichte
Die Wurzeln der Rockefeller-Republikaner wird oft auf das sogenannte „Eastern Establishment“ zurückgeführt. Einer Gruppe von einflussreichen Familien an der Ostküste der Vereinigten Staaten, welche über eine gemeinsame Sozialisierung an Universitäten wie Harvard, Princeton oder Yale verfügten. Diese Gruppe bestimmte die politische, wirtschaftliche und gesellschaftliche Entwicklung der USA ab der zweiten Hälfte des 19. Jahrhunderts maßgeblich. Die beiden großen politischen Parteien in der amerikanischen Geschichte blieben bis in die 1960er Jahre eher Koalitionen von Interessengruppen als ideologische Vehikel. So kooperierten konservative Demokraten und Republikaner der Old Right ab den 1930er Jahren in der Konservativen Koalition miteinander, während maßgebliche Teile des „Eastern Establishment“ Sozialreformen und eine „internationalistische“ Außenpolitik unterstützte. Die Auswirkungen der Great Depression brachten die Parteikoalitionen und Wahlblöcke ins Wanken, was zur New-Deal-Koalition aus Arbeitern, progressiven Intellektuellen und weißen Südstaatlern und einer langen Dominanz der Demokraten führte. Der Erfolg des New Deal und die Popularität von Franklin Delano Roosevelt führten dazu, dass die Republikanische Partei mehrere große Wahlniederlagen erlitt und dauerhafte Minderheitspartei im Kongress zu werden drohte.
Thomas E. Dewey, Gouverneur von New York von 1943 bis 1954 und Präsidentschaftskandidat der Republikaner in den Jahren 1944 und 1948, öffnete die Partei schließlich hin zu einer Akzeptanz der Sozialmaßnahmen des New Deal. Dewey glaubte, dass die republikanische Partei nicht überleben könnte, wenn sie die während der Depression durchgeführten Maßnahmen zur Gewährleistung der wirtschaftlichen Sicherheit für die Durchschnittsfamilie aufheben würde. Mithilfe von Dewey besiegte Dwight D. Eisenhower den konservativen Robert A. Taft bei den republikanischen Vorwahlen 1952 und wurde Präsident. Eisenhower prägte den Begriff „Moderner Republikanismus“, um seine gemäßigte Vision zu beschreiben. Nach Eisenhower entwickelte sich Nelson Rockefeller, der Gouverneur von New York, zum Anführer des gemäßigten Flügels der Republikanischen Partei und kandidierte 1960, 1964 und 1968 für das Präsidentenamt. Barry Goldwater aus Arizona führte schließlich einen internen Aufstand gegen die Rockefeller-Republikaner an. Damit war der Weg frei für einen konservativen Aufschwung, der sich im Süden und Westen gegen den Rockefeller-Flügel im Nordosten richtete. Die Rockefeller-Republikaner erlitten 1964 eine vernichtende Niederlage, als die Konservativen die Kontrolle über die Republikanische Partei erlangten und Goldwater zum Präsidentschaftskandidaten wählten, der jedoch Lyndon B. Johnson unterlag.
Richard Nixon hatte ein ambivalentes Verhältnis zu den moderaten Kräften seiner Partei. So besiegte er Rockefeller in den Vorwahlen 1968 und stand deutlich rechts von ihm in sozialen und kulturellen Fragen. Seine Southern Strategy brachte zudem zahlreiche sozialkonservative Südstaatler in die Republikanische Partei, die vorher die Demokraten gewählt hatten, was die moderaten Kräfte in der Partei weiter schwächte. Auch in der Nixon-Administration zeigten sich jedoch die Einflüsse der Rockefeller-Republikaner, z. B. in der Gründung der Environmental Protection Agency 1970. Die gemäßigte Fraktion eroberte schließlich die Kontrolle über die Partei zurück. Nixon, der 1972 mühelos wiedergewählt wurde, wurde nach seinem Rücktritt in der Watergate-Affäre durch den gemäßigt konservativen Republikaner Gerald Ford als Präsident ersetzt. Nachdem Vizepräsident Rockefeller 1977 die nationale Bühne verlassen hatte, wurde diese Fraktion der Partei häufiger als „gemäßigte Republikaner“ oder Nixonianer bezeichnet, im Gegensatz zu den Konservativen, die sich um Ronald Reagan scharten. Der Begriff Rockefeller-Republikaner wurde vom konservativen Flügel der Partei nie geschätzt, und als die Reagan-Bewegung in den 1970er Jahren die Kontrolle übernahm und schließlich 1980 die Präsidentschaft errang, wurde er sogar noch mehr als Pejorativum gebraucht.
Der Begriff „Rockefeller-Republikaner“ ist seit dem Tod von Nelson Rockefeller im Jahr 1979 veraltet, auch wenn es Einflüsse der alten Garde um Rockefeller auch in den Regierungen von George H. W. Bush (1989–1993) und später George W. Bush (2001–2009) zu spüren war. Als Nachfolger der Rockefeller-Republikaner wurde eine Reihe von fiskalisch konservativen und sozialpolitisch moderaten Republikanern ausgemacht, welche im Nordosten in den 2000er und 2010er Jahren zu Gouverneuren gewählt wurden. Dazu gehören Mitt Romney und Charlie Baker (Massachusetts), Larry Hogan (Maryland), Chris Sununu (New Hampshire) und Phil Scott (Vermont). Der Einfluss der Tea-Party-Bewegung nach der Wahl von Barack Obama 2008 und die Wahl von Donald Trump zum republikanischen Kandidaten und später zum Präsidenten 2016 hat die moderate Fraktion der Republikaner allerdings deutlich geschwächt und die Parteipolarisierung in den USA verstärkt. 1988 hatte sich Trump in einem Interview mit Larry King zwar noch selbst als Rockefeller-Republikaner charakterisiert, seine isolationistischen und protektionistischen Tendenzen näherten die Republikanische Partei allerdings den Positionen der Old Right an.

## Politische Positionen
In der Innenpolitik waren die Rockefeller-Republikaner in der Regel wirtschaftlich in der Mitte bis Mitte-rechts angesiedelt; sie lehnten jedoch Konservative wie Barry Goldwater und deren Laissez-faire-Ansatz in der Wirtschaftspolitik vehement ab und vertraten gleichzeitig eine oft kulturell liberale Sozialpolitik. Sie befürworteten in der Regel ein soziales Sicherheitsnetz und eine Fortsetzung der New-Deal-Programme, versuchten aber, diese Programme effizienter zu gestalten als die Demokraten. Oft vertraten sie dabei technokratische Politikansätze. Obwohl die Rockefeller-Republikaner gegen Sozialismus und Staatseigentum eintraten und starke Befürworter des Großkapitals und der Wall Street waren, wollten sie auch eine ausreichende Finanzierung von Bildung, Gesundheit und Sozialwesen bereitstellen. Viele befürworteten die Idee eines nationalen Krankenversicherungsprogramms, wobei Nelson Rockefeller selbst die Gesundheitsversorgung als „ein grundlegendes Menschenrecht“ bezeichnete.
In der Außenpolitik waren Rockefeller-Republikaner oft für den Internationalismus und standen den Interessen von Großunternehmen im Ausland nahe. Sie befürworteten den Aufbau internationaler Organisationen und eine starke Präsenz der USA in der Welt. Neben ihrem Sozialliberalismus sorgte die internationale Ausrichtung den Rockefeller-Republikanern oft für Vorwürfe vonseiten der Konservativen, ebenso wie eine angebliche Schwäche gegenüber dem Kommunismus. Rockefellers Liberalität war jedoch möglicherweise ein Mythos, und der ehemalige Vizepräsident Spiro Agnew wies später darauf hin: „Viele Leute hielten Rockefeller für sehr liberal und außenpolitisch sehr zurückhaltend, aber das war er nicht. Er war härter als Nixon und vertrat eine sehr viel härtere Linie, was die Mission Amerikas in der Welt betraf.“

## Bekannte Rockefeller-Republikaner
Folgende bedeutende republikanische Persönlichkeiten wurden den Rockefeller-Republikanern zugeordnet und/oder haben sich selbst so bezeichnet:
- Charlie Baker, Gouverneur von Massachusetts
- Edward Brooke, Senator
- John Chafee, Senator und Gouverneur von Rhode Island
- George H. W. Bush, US-Präsident
- Prescott Bush, Senator
- Gerald Ford, US-Präsident
- Mark Hatfield, Gouverneur von Oregon und Senator
- Henry Kissinger, US-Außenminister
- Jacob K. Javits, Senator
- John Lindsay, Kongressabgeordneter und Bürgermeister von New York City
- Colin Powell, US-Außenminister
- Nelson Rockefeller, Gouverneur von New York und US-Vizepräsident
- Winthrop Rockefeller, Gouverneur von Arkansas
- George W. Romney, Gouverneur von Michigan
- Mitt Romney, Gouverneur von Massachusetts und republikanischer Präsidentschaftskandidat
- Hugh Scott, Senator
- Raymond Philip Shafer, Gouverneur von Pennsylvania
- Ted Stevens, Senator
- Lowell P. Weicker, Senator sowie Gouverneur von Connecticut
- Christine Todd Whitman, US-Umweltministerin und Gouverneurin von New Jersey